# Nati nel 1952/Luglio
| Questa pagina contiene informazioni ricavate automaticamente dalle voci biografiche con l'ausilio del template Bio e di un bot. L'aggiornamento è periodico e automatico e ricostruisce completamente la pagina. Se manca una persona in questa lista, sei pregato di non aggiungerla, ma accertati piuttosto che la sua voce biografica contenga il template Bio e che i dati anagrafici siano correttamente compilati. Se il template Bio manca, inseriscilo tu stesso o, in alternativa, metti l'avviso {{tmp\|Bio}} che ne segnala la mancanza. Se i dati riportati sono sbagliati, correggi direttamente la voce biografica; le modifiche saranno visibili in questa lista entro pochi giorni. Per chiarimenti vedi il progetto biografie. La lista contiene solo le 265 persone che sono citate nell'enciclopedia e per le quali è stato implementato correttamente il template Bio. Pagina aggiornata al 2 ago 2025. |

- 1º luglio - David Arkenstone, musicista e compositore statunitense
- 1º luglio - Dan Aykroyd, attore, cantautore e sceneggiatore canadese
- 1º luglio - Robert Baer, scrittore statunitense
- 1º luglio - William L. DeAndrea, scrittore e giornalista statunitense († 1996)
- 1º luglio - Brian George, attore e doppiatore israeliano
- 1º luglio - Celestino Migliore, arcivescovo cattolico italiano
- 1º luglio - Lajos Rácz, ex lottatore ungherese
- 1º luglio - Filippo Schisano, cantautore e musicista italiano
- 1º luglio - Steve Shutt, ex hockeista su ghiaccio canadese
- 1º luglio - Frédéric Thiriez, avvocato e dirigente sportivo francese
- 2 luglio - Gian Carlo Ceruti, dirigente sportivo italiano († 2020)
- 2 luglio - Johnny Colla, sassofonista e chitarrista statunitense
- 2 luglio - Linda Godwin, ex astronauta statunitense
- 2 luglio - Ahmed Ouyahia, politico algerino
- 2 luglio - Marco Piccinini, dirigente d'azienda italiano
- 2 luglio - Joe Pisarcik, ex giocatore di football americano statunitense
- 2 luglio - Daniele Scalise, giornalista e scrittore italiano
- 2 luglio - Anatolij Solomin, ex marciatore sovietico
- 2 luglio - Dandy Bestia, chitarrista italiano († 2025)
- 2 luglio - Joseph Vũ Duy Thống, vescovo cattolico vietnamita († 2017)
- 3 luglio - Rosario Aiosa, generale italiano
- 3 luglio - Laura Branigan, cantante statunitense († 2004)
- 3 luglio - Antonio Chieffo, politico italiano
- 3 luglio - Lu Colombo, cantautrice italiana
- 3 luglio - Rick Ducommun, attore canadese († 2015)
- 3 luglio - Andy Fraser, bassista inglese († 2015)
- 3 luglio - Paolo Hutter, giornalista, politico e attivista italiano
- 3 luglio - Alan Mayer, ex calciatore statunitense
- 3 luglio - Rohinton Mistry, scrittore canadese
- 3 luglio - Jean-Paul Pierrat, ex fondista francese
- 4 luglio - Anne Kirkpatrick, cantautrice australiana
- 4 luglio - Pino Pellegrino, casting director italiano
- 4 luglio - Álvaro Uribe Vélez, politico e avvocato colombiano
- 4 luglio - John Waite, cantante inglese
- 5 luglio - Tamás Buday, ex canoista ungherese
- 5 luglio - David Dreier, politico statunitense
- 5 luglio - Terence Henricks, ex astronauta statunitense
- 5 luglio - Michael Hess, avvocato statunitense († 1995)
- 5 luglio - Hillbilly Jim, ex wrestler statunitense
- 5 luglio - Moisés Naím, scrittore e giornalista venezuelano
- 5 luglio - Aniello Palumbo, politico italiano
- 6 luglio - Henning Aamodt, calciatore norvegese († 1985)
- 6 luglio - Tat'jana Gojščik, ex velocista sovietica
- 6 luglio - Grant Goodeve, attore statunitense
- 6 luglio - Giannīs Gounarīs, allenatore di calcio e ex calciatore greco
- 6 luglio - Prince Johnson, politico e generale liberiano († 2024)
- 6 luglio - Anders Kallur, ex hockeista su ghiaccio, allenatore di hockey su ghiaccio e dirigente sportivo svedese
- 6 luglio - Kim Cheol-soo, ex calciatore sudcoreano
- 6 luglio - Sergio Machin, ex calciatore jugoslavo
- 6 luglio - Hilary Mantel, scrittrice e critica letteraria britannica († 2022)
- 6 luglio - Graham Oliver, chitarrista britannico
- 6 luglio - Dean Parisot, regista statunitense
- 6 luglio - Sauro Petrini, calciatore e dirigente sportivo italiano († 2006)
- 6 luglio - Meg Ritchie, ex discobola e pesista britannica
- 6 luglio - Sebastiano Sanzarello, politico e medico italiano
- 6 luglio - Frank Schäffer, calciatore tedesco († 2024)
- 6 luglio - Adi Shamir, crittografo, informatico e matematico israeliano
- 6 luglio - Thomas Sjöberg, allenatore di calcio e ex calciatore svedese
- 6 luglio - Mehmet Ali Talat, politico cipriota
- 7 luglio - Freddie Garcia, ex calciatore messicano
- 7 luglio - Mando Guerrero, ex wrestler messicano
- 7 luglio - Steven Perry, attore statunitense
- 7 luglio - Marco Pesatori, scrittore e astrologo italiano
- 7 luglio - Sammy Walker, cantante statunitense
- 8 luglio - Raymond Durand, pilota di rally francese
- 8 luglio - Tony Kaye, regista e direttore della fotografia britannico
- 8 luglio - Jack Lambert, ex giocatore di football americano statunitense
- 8 luglio - Nacho Martínez, attore spagnolo († 1996)
- 8 luglio - Ahmad Nazif, politico egiziano
- 8 luglio - Anna Quindlen, scrittrice e giornalista statunitense
- 8 luglio - Anssi Rauramo, ex cestista e politico finlandese
- 8 luglio - Karen Georgievič Šachnazarov, regista, attore e produttore cinematografico russo
- 8 luglio - Vladimir Šitov, slittinista sovietico († 2011)
- 8 luglio - Mary Ellen Trainor, attrice statunitense († 2015)
- 8 luglio - Ulrich Wehling, dirigente sportivo e ex combinatista nordico tedesco
- 8 luglio - Marianne Williamson, politica e scrittrice statunitense
- 9 luglio - Paola Bolognesi, ex velocista italiana
- 9 luglio - Claudio Cappon, dirigente d'azienda e dirigente pubblico italiano
- 9 luglio - Jeffrey Deitch, gallerista statunitense
- 9 luglio - François Diederich, chimico lussemburghese († 2020)
- 9 luglio - Dino Greco, sindacalista, scrittore e giornalista italiano
- 9 luglio - Sandra Petrignani, scrittrice, giornalista e blogger italiana
- 9 luglio - Orazio Soricelli, arcivescovo cattolico italiano
- 9 luglio - John Tesh, pianista, compositore e personaggio televisivo statunitense
- 9 luglio - Franco Vaccari, psicologo italiano
- 9 luglio - Andrej Željazkov, ex calciatore bulgaro
- 10 luglio - Yōko Asagami, doppiatrice giapponese
- 10 luglio - Maria Fortuna Incostante, politica italiana
- 10 luglio - Julie Kavanagh, scrittrice e giornalista sudafricana
- 10 luglio - Ljudmila Turiščeva, ex ginnasta sovietica
- 11 luglio - Francesco Aracri, politico italiano
- 11 luglio - Bill Barber, ex hockeista su ghiaccio e allenatore di hockey su ghiaccio canadese
- 11 luglio - Tim De Zarn, attore statunitense
- 11 luglio - Igor' Grivennikov, ex nuotatore sovietico
- 11 luglio - Stephen Lang, attore statunitense
- 11 luglio - Carlo Alessandro Puri Negri, imprenditore e dirigente d'azienda italiano
- 11 luglio - Timo Salminen, direttore della fotografia finlandese
- 11 luglio - Win Sein, ex calciatore birmano
- 11 luglio - Luciano Vendemini, cestista italiano († 1977)
- 11 luglio - Rafael Viteri, ex calciatore spagnolo
- 12 luglio - Eric Adams, cantante statunitense
- 12 luglio - Irina Bokova, politica bulgara
- 12 luglio - Gaudio Catellani, scrittore, cantante e compositore italiano († 2019)
- 12 luglio - Leonardo De Crignis, ex saltatore con gli sci italiano
- 12 luglio - Liz Mitchell, cantante giamaicana
- 12 luglio - Henk Poppe, ex ciclista su strada olandese
- 12 luglio - Maria Simionescu, ex cestista rumena
- 12 luglio - Natsuo Yamaguchi, politico giapponese
- 13 luglio - Roberto Alpi, attore italiano
- 13 luglio - Vincenzo Angeloni, medico e politico italiano
- 13 luglio - Giuseppe Barbara, allenatore di pallacanestro italiano
- 13 luglio - Claudio Frontera, politico italiano
- 13 luglio - Moussa Mostafa Moussa, architetto e politico egiziano
- 13 luglio - Alla Pavlova, compositrice russa
- 13 luglio - Táňa Petrovičová, ex cestista cecoslovacca
- 14 luglio - Martha Coakley, avvocata e politica statunitense
- 14 luglio - Chris Cross, bassista britannico († 2024)
- 14 luglio - Gianluca De Ponti, ex calciatore italiano
- 14 luglio - Erminia Emprin, politica italiana
- 14 luglio - Cinzia Ghigliano, fumettista, pittrice e illustratrice italiana
- 14 luglio - Franklin Graham, predicatore, pastore protestante e scrittore statunitense
- 14 luglio - Jerry Houser, attore e doppiatore statunitense
- 14 luglio - Jean-Paul James, arcivescovo cattolico francese
- 14 luglio - Jeff Lindsay, scrittore statunitense
- 14 luglio - Lorenzo Magnani, filosofo italiano
- 14 luglio - Stan Shaw, attore statunitense
- 14 luglio - Joel Silver, produttore cinematografico e produttore televisivo statunitense
- 15 luglio - Alejandro Abascal, ex velista spagnolo
- 15 luglio - Saverio Bellomo, filologo e italianista italiano († 2018)
- 15 luglio - Lesley Charles, ex tennista britannica
- 15 luglio - John Cleland, pilota automobilistico britannico
- 15 luglio - Edwin Farrugia, ex calciatore maltese
- 15 luglio - Celia Imrie, attrice britannica
- 15 luglio - Yuriko Koike, politica giapponese
- 15 luglio - Jill Long Thompson, politica statunitense
- 15 luglio - Joachim Müller, allenatore di calcio e ex calciatore tedesco orientale
- 15 luglio - Allen Murphy, ex cestista statunitense
- 15 luglio - Terry O'Quinn, attore statunitense
- 15 luglio - David Pack, cantante, chitarrista e produttore discografico statunitense
- 15 luglio - Pierluigi Pairetto, ex arbitro di calcio italiano
- 15 luglio - Milan Radović, ex calciatore jugoslavo
- 15 luglio - Ileana Ros-Lehtinen, politica statunitense
- 15 luglio - John Stallworth, ex giocatore di football americano statunitense
- 15 luglio - Johnny Thunders, cantante, chitarrista e paroliere statunitense († 1991)
- 16 luglio - Umberto Benedetti Michelangeli, direttore d'orchestra italiano
- 16 luglio - Stewart Copeland, batterista statunitense
- 16 luglio - Eugenio Finardi, cantautore e polistrumentista italiano
- 16 luglio - Michael Forbes, politico statunitense
- 16 luglio - Francesco Pinto, regista italiano
- 16 luglio - Maria Rosaria San Giorgio, magistrata italiana
- 16 luglio - Robert David Steele, informatico statunitense († 2021)
- 17 luglio - Thomas Ahlström, ex calciatore svedese
- 17 luglio - Carmen Balagué, attrice spagnola
- 17 luglio - Carlo Della Corna, allenatore di calcio e calciatore italiano († 2018)
- 17 luglio - David Hasselhoff, attore, produttore televisivo e cantante statunitense
- 17 luglio - Nicolette Larson, cantante statunitense († 1997)
- 17 luglio - Mario Loporto, ex calciatore maltese
- 17 luglio - Carlos Ángel López, calciatore argentino († 2018)
- 17 luglio - Robert McCammon, romanziere statunitense
- 17 luglio - Birgit Palzkill, ex cestista e ex pesista tedesca
- 17 luglio - Paul Pape, attore, animatore e doppiatore statunitense
- 17 luglio - Sabina Siniscalchi, politica italiana
- 18 luglio - Guido Biondi, calciatore italiano († 1999)
- 18 luglio - Pino Callà, fotografo, produttore televisivo e regista televisivo italiano
- 18 luglio - Anne Finucane, banchiera statunitense
- 18 luglio - Jim Forbes, cestista e allenatore di pallacanestro statunitense († 2022)
- 18 luglio - Hanns Jana, ex schermidore tedesco
- 18 luglio - Antonio Ricci, poeta e scrittore italiano († 1987)
- 18 luglio - Sabine Steinbach, ex nuotatrice tedesca orientale
- 18 luglio - Albert Camille Vital, militare e politico malgascio
- 18 luglio - Pino Zimba, musicista e attore italiano († 2008)
- 19 luglio - Allen Collins, chitarrista statunitense († 1990)
- 19 luglio - Hans Georg Panczak, attore e doppiatore tedesco
- 19 luglio - Jayne Anne Phillips, scrittrice statunitense
- 19 luglio - Karel Pinxten, politico belga
- 19 luglio - Marco Ricolfi, giurista e avvocato italiano
- 19 luglio - Gail Teixeira, politica guyanese
- 20 luglio - Adrian Biddle, direttore della fotografia inglese († 2005)
- 20 luglio - Zlatko Celent, canottiere croato († 1992)
- 20 luglio - Dave Evans, cantante britannico
- 20 luglio - Ian Ferguson, ex canoista neozelandese
- 20 luglio - Jay Jay French, chitarrista statunitense
- 20 luglio - Giovanni Iuliano, politico italiano
- 20 luglio - Dušan Kerkez, ex cestista jugoslavo
- 20 luglio - Lee Hae-chan, politico sudcoreano
- 20 luglio - Nathaniel Lees, attore e regista teatrale neozelandese
- 20 luglio - Corrado Tedeschi, conduttore televisivo e attore italiano
- 21 luglio - John Barrasso, politico statunitense
- 21 luglio - Carolyn Bush, ex cestista statunitense
- 21 luglio - Hannele Lauri, attrice finlandese
- 21 luglio - Maurizio Milan, ingegnere italiano
- 21 luglio - Jane Rogers, scrittrice e editrice britannica
- 21 luglio - Roberto Vencato, velista italiano († 2022)
- 21 luglio - George Wallace, attore e comico statunitense
- 21 luglio - Eva Wilms, ex pesista tedesca
- 22 luglio - Bird Averitt, cestista statunitense († 2020)
- 22 luglio - Azmi Bishara, politico palestinese
- 22 luglio - Françoise Bourdin, scrittrice e sceneggiatrice francese († 2022)
- 22 luglio - Madeleine Collinson, attrice e modella maltese († 2014)
- 22 luglio - Agustín Gisasola, ex calciatore spagnolo
- 22 luglio - Fausto Longo, politico italiano
- 22 luglio - Roberto Stella, medico italiano († 2020)
- 22 luglio - Lorenzo Suraci, imprenditore e produttore discografico italiano
- 23 luglio - Ezio Bertuzzo, calciatore e allenatore di calcio italiano († 2014)
- 23 luglio - Nicholas Hooper, compositore inglese
- 23 luglio - Hans Höglund, pesista svedese († 2012)
- 23 luglio - Massimo Luciani, giurista e costituzionalista italiano
- 23 luglio - Noboru Rokuda, fumettista giapponese
- 23 luglio - John Rutsey, batterista canadese († 2008)
- 23 luglio - Janis Siegel, cantante e arrangiatrice statunitense
- 23 luglio - Mark Weiser, informatico statunitense († 1999)
- 24 luglio - Ian Cairns, surfista australiano
- 24 luglio - Carsten Jensen, scrittore e giornalista danese
- 24 luglio - Vincent Magro, ex calciatore maltese
- 24 luglio - Ernesto Mandara, vescovo cattolico italiano
- 24 luglio - Claudio Onofri, ex calciatore, allenatore di calcio e opinionista italiano
- 24 luglio - Sandra Poulsen, ex sciatrice alpina statunitense
- 24 luglio - Gus Van Sant, regista, sceneggiatore e montatore statunitense
- 25 luglio - Oliviero Corbetta, attore, doppiatore e direttore del doppiaggio italiano
- 25 luglio - Giulio Giustiniani, giornalista e scrittore italiano († 2022)
- 25 luglio - Roxanne Hart, attrice statunitense
- 25 luglio - Kristien Kemmer, ex tennista statunitense
- 25 luglio - Miroslava Koželuhová, ex tennista cecoslovacca
- 25 luglio - Stew Morrill, ex cestista e allenatore di pallacanestro statunitense
- 25 luglio - James Nolan Mason, politico, saggista e scrittore statunitense
- 25 luglio - Eduardo Souto de Moura, architetto portoghese
- 25 luglio - Renzo Tonghini, ex calciatore italiano
- 26 luglio - Claudio Anedda, hockeista su pista italiano
- 26 luglio - Stellan Bengtsson, ex tennistavolista svedese
- 26 luglio - Christian Lauba, compositore francese
- 26 luglio - Claudia Fritsche, diplomatica liechtensteinese
- 26 luglio - Yousry Nasrallah, regista e sceneggiatore egiziano
- 26 luglio - Kay Sabban, attore tedesco († 1992)
- 26 luglio - John Tooby, antropologo statunitense († 2023)
- 27 luglio - Elly Appel, tennista olandese († 2022)
- 27 luglio - Marvin Barnes, cestista statunitense († 2014)
- 27 luglio - Pietro Biagini, ex calciatore italiano
- 27 luglio - Robin Friday, calciatore inglese († 1990)
- 27 luglio - Caterina Motta, restauratrice italiana († 2016)
- 27 luglio - Ellen Streidt, ex velocista tedesca orientale
- 27 luglio - Carol Vaness, soprano statunitense
- 28 luglio - Eduardo Fernández, chitarrista uruguaiano
- 28 luglio - Gilles Gratton, ex hockeista su ghiaccio canadese
- 28 luglio - Frode Kvam, ex arbitro di calcio e ex calciatore norvegese
- 28 luglio - Clint Longley, ex giocatore di football americano statunitense
- 28 luglio - Wim Meutstege, ex calciatore olandese
- 28 luglio - Vajiralongkorn, re thailandese
- 28 luglio - Sandy Van Cleave, ex cestista statunitense
- 28 luglio - Kōji Yamamoto, cestista giapponese († 2001)
- 28 luglio - Monique van de Ven, attrice e regista olandese
- 29 luglio - Dennis Heck, politico statunitense
- 29 luglio - Per Heliasz, ex calciatore norvegese
- 29 luglio - Wendy Hughes, attrice australiana († 2014)
- 29 luglio - Joe Johnson, giocatore di snooker inglese
- 29 luglio - Federico Roman, cavaliere italiano
- 29 luglio - Patrick Soon-Shiong, medico e imprenditore sudafricano
- 29 luglio - An Tran, giocatore di poker vietnamita
- 29 luglio - Scott Wedman, ex cestista e allenatore di pallacanestro statunitense
- 29 luglio - Bruno Zanoni, ciclista su strada e pistard italiano († 2023)
- 30 luglio - Brian Boyd, critico letterario e docente neozelandese
- 31 luglio - Alan Autry, ex giocatore di football americano, attore e politico statunitense
- 31 luglio - Helmuts Balderis, ex hockeista su ghiaccio lettone
- 31 luglio - Don Clune, giocatore di football americano statunitense
- 31 luglio - Reinhard Goebel, violinista e direttore d'orchestra tedesco
- 31 luglio - Pilar del Castillo, politica spagnola